# Oktober 2010
Dit artikel geeft een chronologisch overzicht van belangrijke gebeurtenissen per dag in de maand oktober van het jaar 2010.

## Gebeurtenissen

### 1 oktober
- In Ecuador wordt de noodsituatie uitgeroepen nadat president Rafael Correa ontsnapt aan een poging van opstandige politie-agenten hem te ontvoeren, terwijl in de hoofdstad Quito al enkele dagen demonstraties tegen bezuinigingen op de politiesalarissen aan de gang zijn, waarbij het tot gewapend treffen tussen het leger en de opstandige politie-agenten is gekomen.
- In Nederland treedt het kraakverbod officieel in werking.

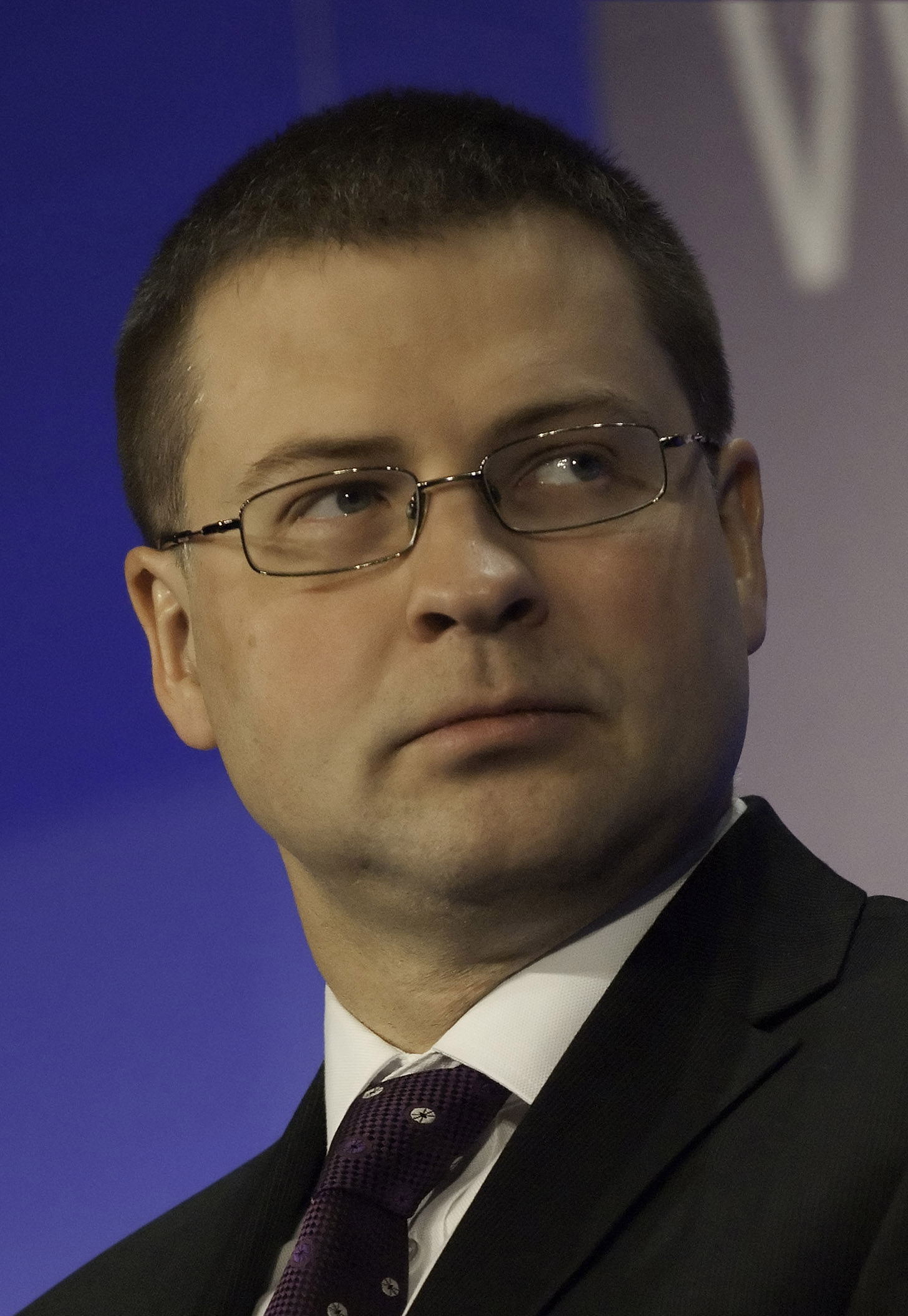
Valdis Dombrovskis

### 2 oktober
- Het CDA-kabinetsformatiecongres vindt plaats.
- Bij de Letse parlementsverkiezingen behaalt de regeringscoalitie Eenheid van premier Valdis Dombrovskis een absolute meerderheid.
- Bij een spoorwegongeval op het Indonesische eiland Java vallen ten minste 36 doden.

### 3 oktober
- Bij de Bosnische parlements- en presidentsverkiezingen wint de Servisch-nationalistische SNSD in de Servische Republiek en de multi-etnische SDP in de federatie van Bosnië en Herzegovina, een resultaat dat het vormen van een nieuwe regering volgens de hoge vertegenwoordiger van de internationale gemeenschap, Valentin Inzko, maandenlang zal laten aanslepen.
- Duitsland doet zijn laatste herstelbetalingen aan zijn tegenstanders tijdens de Eerste Wereldoorlog.
- Tijdens het wereldkampioenschap wielrennen in het Australische Geelong behaalt Thor Hushovd de wereldtitel in de wegrit.
- In de Indiase stad Delhi gaan de 19e Gemenebestspelen, het vierjaarlijkse multisportevenement van Gemenebest van Naties, van start.
- In de 38e editie van het Ryder Cup-golftoernooi verslaat het Europese team dat van de Verenigde Staten.
- Bij het WK basketbal voor vrouwen in Tsjechië gaat de wereldtitel voor de achtste keer naar het team van de Verenigde Staten.

### 4 oktober
- In Brazilië behaalt favoriete Dilma Rousseff van de centrumlinkse Arbeiderspartij van aftredend president Luiz Inácio Lula da Silva geen absolute meerderheid bij de presidentsverkiezingen. In een tweede ronde later op de maand neemt zij het op tegen José Serra van de eveneens socialistische PSDB.
- Na een breuk in een reservoir van een aluminiumfabriek overspoelt een massa giftig rood slib verscheidene dorpen in de Hongaarse provincie Veszprém.
- Burgemeester Eberhard van der Laan (PvdA) van Amsterdam maakt bekend de schade aan zijn stad te willen verhalen op de krakers die drie dagen eerder de confrontatie aangingen met de politie.

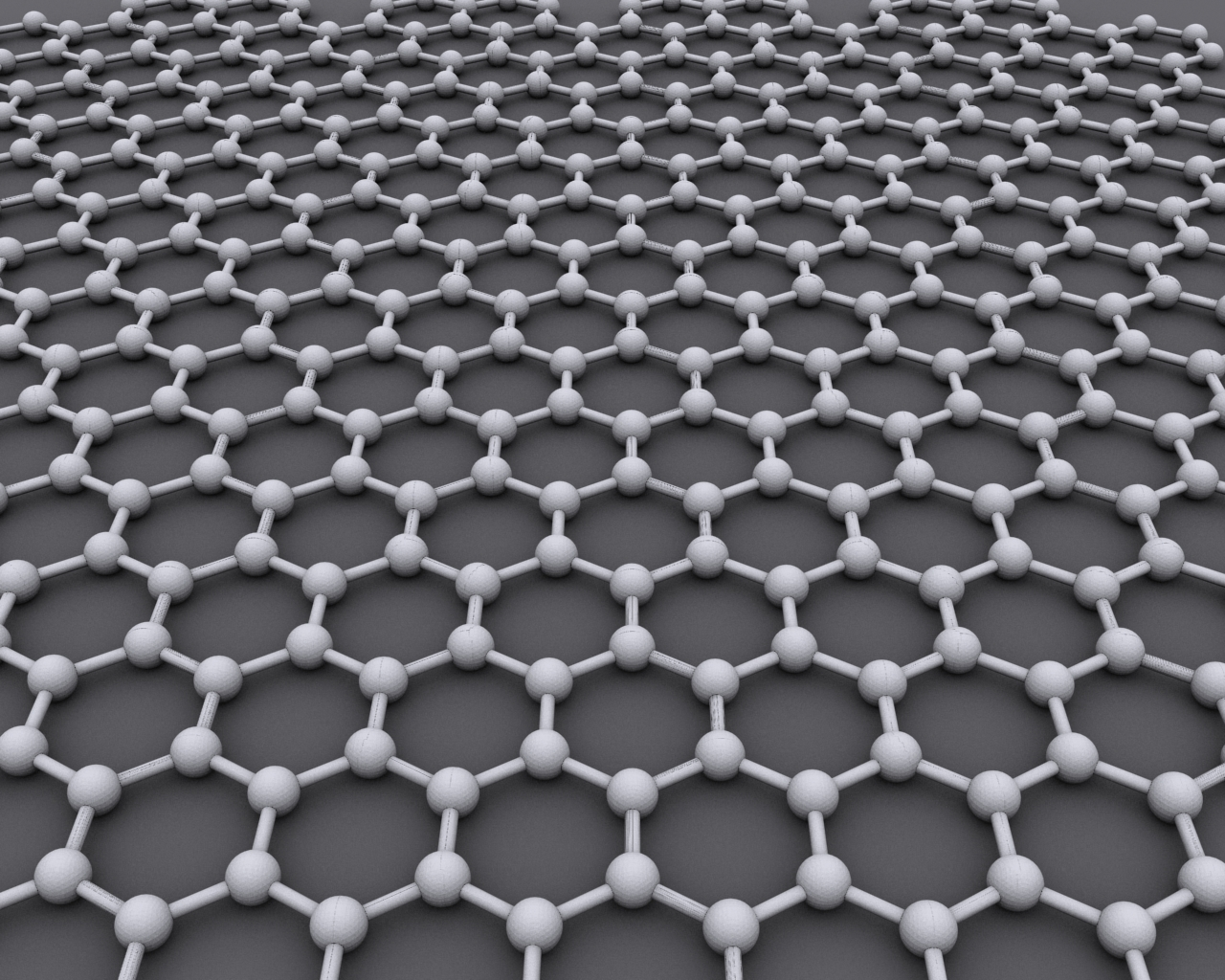
Grafeen

### 5 oktober
- Andre Geim en Konstantin Novoselov winnen de Nobelprijs voor de Natuurkunde voor hun onderzoek naar grafeen.

### 6 oktober
- Voor de ontwikkeling van de Heck-reactie ontvangen Richard F. Heck, Ei-ichi Negishi en Akira Suzuki de Nobelprijs voor de Scheikunde.

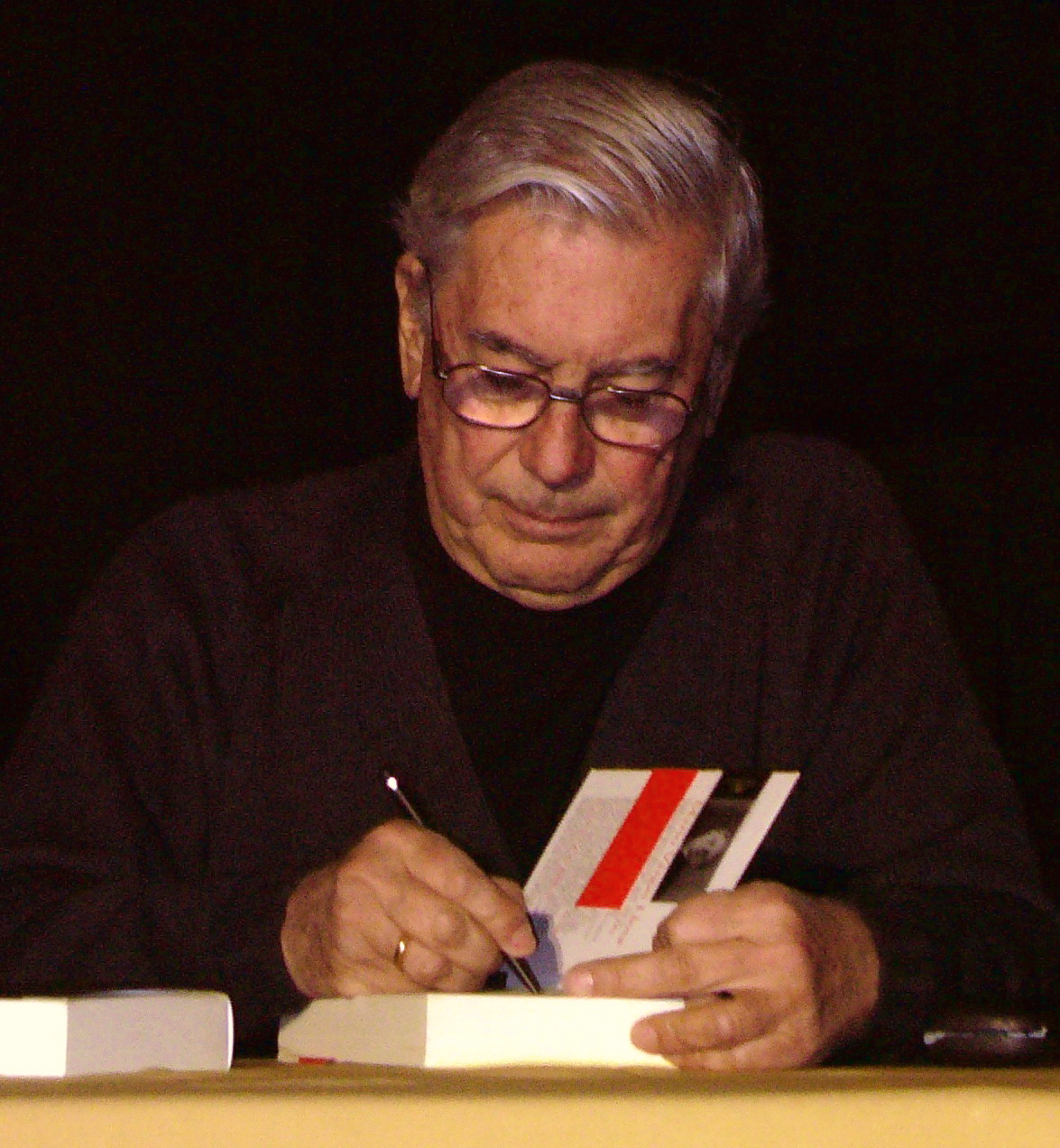
Mario Vargas Llosa

### 7 oktober
- De Nederlandse koningin Koningin Beatrix benoemt VVD-leider Mark Rutte tot formateur van het minderheidskabinet-Rutte van VVD en CDA, dat gedoogsteun krijgt van de PVV.
- Bij een dubbele bomaanslag op een soefiheiligdom in de Zuid-Pakistaanse havenstad Karachi komen minstens negen mensen om het leven.
- De Nobelprijs voor de Literatuur wordt gewonnen door de Peruviaanse schrijver en politicus Mario Vargas Llosa.
- Overstromingen en modderlawines in de Indonesische provincie West-Papoea kosten aan minstens 97 mensen het leven en maken duizenden mensen dakloos.

### 8 oktober
- De Nobelprijs voor de Vrede wordt toegekend aan de Chinese dissident Liu Xiaobo.

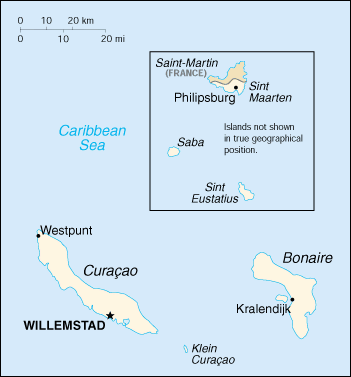
Kaart van de Nederlandse Antillen

### 10 oktober
- De Nederlandse Antillen houden op te bestaan. Curaçao en Sint Maarten worden autonome landen binnen het Koninkrijk der Nederlanden naast Nederland en Aruba; Bonaire, Saba en Sint Eustatius worden openbare lichamen ("bijzondere gemeenten") binnen Nederland en zullen geleidelijk de Nederlandse wetgeving invoeren.
- Bij het WK volleybal 2010 in Italië gaat de wereldtitel voor de derde keer naar Brazilië.

### 11 oktober
- In Kirgizië komt de nationalistische oppositiepartij Ata-Ğurt, die de afgezette president Koermanbek Bakijev steunt, met 8,88 procent van de stemmen als winnaar van de parlementsverkiezingen uit de bus. De sociaaldemocratische SDPK van regerend president Roza Otoenbajeva volgt, met 8,04 procent.
- De prijs van de Zweedse Rijksbank voor economie (Nobelprijs voor de Economie) wordt toegekend aan Peter Diamond, Dale Mortensen en Christopher Pissarides voor hun onderzoek naar fricties op arbeidsmarkten.

### 12 oktober
- De Britse auteur Howard Jacobson wint de Man Booker Prize for Fiction voor zijn boek The Finkler Question.

### 13 oktober
- Een federale rechter dwingt het Amerikaanse leger te stoppen met het don't ask, don't tell-beleid, dat homoseksuele militairen verbiedt voor hun geaardheid uit te komen; de Amerikaanse regering gaat in hoger beroep.

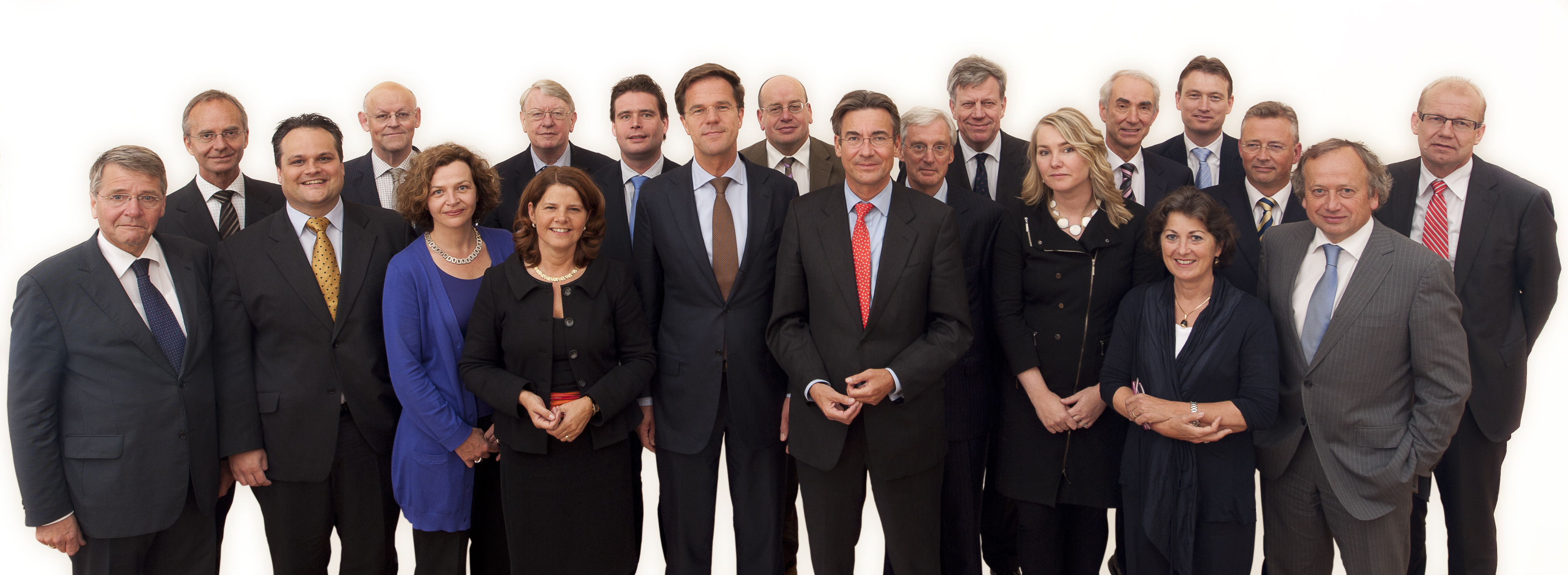
Kabinet-Rutte I

### 14 oktober
- In Chili worden de 33 mijnwerkers die ondergronds opgesloten raakten op 5 augustus bij het mijnongeval in Copiapó in iets meer dan 22 uur allemaal gered.
- De Voedsel- en Landbouworganisatie van de Verenigde Naties verklaart de runderpest uitgeroeid. Dit is het tweede virus in de geschiedenis, na de pokken, dat door de mens uitgeroeid is.
- In Nederland wordt het kabinet-Rutte I beëdigd, waarna de twaalf ministers van VVD- en CDA-huize zich samen met Koningin Beatrix opstellen voor Paleis Huis ten Bosch voor de bordesscène.

### 15 oktober
- Na 11 jaar eindigt het boren van de langste tunnel ter wereld, de 57 km lange Gotthard-basistunnel in Zwitserland die vanaf 2016 de noord- en de zuidzijde van de Alpen voor treinverkeer zal verbinden.

### 17 oktober
- De Ethiopiër Getu Feleke zegeviert in de Marathon van Amsterdam met een nieuw parcoursrecord.
- Bij partiële senaatsverkiezingen in Tsjechië wint de centrumlinkse oppositiepartij ČSSD ten koste van de ODS van premier Petr Nečas. Tijdens de gelijktijdige gemeenteraadsverkiezingen komt Praag in handen van de nieuwe TOP 09, die er meteen 26 zetels haalt.

### 21 oktober
- Els Clottemans wordt voor de parachutemoord veroordeeld tot 30 jaar cel, nadat zij op 20 oktober schuldig werd bevonden door de jury van het hof van assisen in Tongeren.
- De ontdekking van UDFy-38135539, met 13,1 miljard lichtjaar het verst van de Aarde verwijderde sterrenstelsel dat tot nu toe gekend is, wordt bekendgemaakt.
- Myanmar neemt een nieuwe vlag aan. Ook de officiële naam verandert; het land heet vanaf heden voluit Republiek der Unie van Myanmar.

### 23 oktober
- De Barbadiaanse premier David Thompson overlijdt aan de gevolgen van alvleesklierkanker en wordt opgevolgd door Freundel Stuart.

### 24 oktober
- In Bahrein wint de sjiitische oppositie van Al Wefaq nipt de eerste ronde van de parlementsverkiezingen, waarop voorzitter Ali Salman de regering van soenniet Khalifa ibn Salman Al Khalifa oproept een meer positieve houding aan te nemen tegenover de sjiitische meerderheid.
- De tweede ronde van de gedeeltelijke senaatsverkiezingen in Tsjechië leveren de sociaaldemocratische oppositiepartij ČSSD een nipte absolute meerderheid van 41 op 81 zetels op, die haar in staat stelt meer invloed uit te oefenen op de centrumrechtse regering van Petr Nečas (ODS).
- Op deze datum in Eindhoven wint PSV van rivaal Feyenoord met grote cijfers: 10-0. PSV evenaart met deze uitslag het clubrecord.

### 25 oktober
- Europees commissaris Cecilia Malmström van Binnenlandse Zaken maakt bekend dat de Europese grensbewakingsorganisatie Frontex Griekenland gaat bijstaan in de bewaking van de Grieks-Turkse grens tegen illegale immigranten.
- Een tsunami treft de Mentawai-eilanden voor de kust van de Indonesische provincie West-Sumatra. Hierbij vallen tientallen doden en zijn er honderden gewonden en vermisten. (Lees verder)

### 26 oktober
- In Irak wordt oud-minister van Buitenlandse Zaken Tariq Aziz ter dood veroordeeld vanwege zijn rol bij de onderdrukking van religieuze groepen onder het regime van Saddam Hoessein.
- De vulkaan Merapi op het Indonesische eiland Java barst uit.

### 28 oktober
- De Chinese Tianhe-I wordt de snelste supercomputer ter wereld.

### 29 oktober
- In Londen en Dubai worden bommen gevonden in vrachtvliegtuigen onderweg van Jemen naar de Verenigde Staten. Ze waren kennelijk bedoeld voor aanslagen op synagoges in Chicago.

### 31 oktober
- De Brazilianen verkiezen tijdens de tweede ronde van de parlementsverkiezingen met Dilma Rousseff van de Arbeiderspartij van huidig staatshoofd Luiz Inácio Lula da Silva hun eerste vrouwelijke president.
- Tijdens de tweede ronde van de parlementsverkiezingen op Bahrein, waarbij nog over negen van de veertig zetels in het Huis van Afgevaardigden moest worden beslist, slaagt de sjiitische en seculiere oppositie er niet in een absolute meerderheid te behalen ten nadele van de soennieten.

## Overleden
<< · januari · februari · maart · april · mei · juni · juli · augustus · september · oktober · november · december · >>